# Parmelinopsis heteroloba
Parmelinopsis heteroloba är en lavart som först beskrevs av Alexander Zahlbruckner, och fick sitt nu gällande namn av Elix & Hale. Parmelinopsis heteroloba ingår i släktet Parmelinopsis och familjen Parmeliaceae.   Inga underarter finns listade i Catalogue of Life.